# Amt Wittenburg
La comunità amministrativa di Wittenburg (Amt Wittenburg) si trova nel circondario di Ludwigslust-Parchim nel Meclemburgo-Pomerania Anteriore, in Germania.

## Suddivisione
Comprende 2 comuni  (abitanti il 31 dicembre 2022):
1. Wittenburg, Città * (6 400)
2. Wittendörp (2 909)

Il capoluogo è Wittenburg.